# تپه چشمه الیاس جبارآباد
تپه چشمه الیاس جبارآباد مربوط به متاخر دوران‌های تاریخی پس از اسلام است و در شهرستان صحنه، بخش دینور، روستای جبارآباد واقع شده و این اثر در تاریخ ۱۸ خرداد ۱۳۸۴ با شمارهٔ ثبت ۱۱۸۱۹ به‌عنوان یکی از آثار ملی ایران به ثبت رسیده است.